# Hiệp định thương mại tự do
Hiệp định thương mại tự do (tiếng Anh: free trade agreement; viết tắt: FTA) là một hiệp ước thương mại giữa hai hoặc nhiều quốc gia. Theo đó, các nước sẽ tiến hành theo lộ trình việc cắt giảm hoặc xóa bỏ hàng rào thuế quan cũng như phi thuế quan nhằm tiến tới việc thành lập một khu vực mậu dịch tự do. Theo thống kê của Tổ chức Thương mại Thế giới có hơn 200 hiệp định thương mại tự do có hiệu lực. Các Hiệp định thương mại tự do có thể được thực hiện giữa hai nước riêng lẻ hoặc có thể đạt được giữa một khối thương mại và một quốc gia như Hiệp định thương mại tự do Liên minh châu Âu-Chi Lê, hoặc Hiệp định thương mại tự do ASEAN-Trung Quốc 

## Sự phát triển của các hiệp định thương mại tự do
Số lượng các hiệp định thương mại tự do đã tăng đáng kể trong thập kỷ qua. Từ năm 1948 đến 1994, Hiệp ước chung về thuế quan và mậu dịch (GATT), tiền thân của Tổ chức Thương mại Thế giới (WTO), đã nhận được 124 thư thông báo. Kể từ năm 1995 trên 300 hiệp định thương mại đã được ban hành.
Theo Ngân hàng Phát triển châu Á (ADB), số hiệp định thương mại tự do (FTA) ký kết giữa các quốc gia châu Á đã tăng từ 3 hiệp định năm 2000 lên 56 hiệp định vào cuối tháng 8 năm 2009. Mười chín trong tổng số 56 hiệp định thương mại tự do đó được ký giữa 16 nền kinh tế châu Á, một xu hướng có thể giúp cho khu vực này trở thành khối mậu dịch hùng mạnh.

## Các hiệp định thượng mại tự do Việt Nam tham gia
Cho đến nay, Việt Nam đã tham gia ký kết 15 hiệp định thương mại tự do với nhiều quốc gia.

### Các hiệp định đã ký kết
- ASEAN - AEC
- ASEAN - Ấn Độ
- ASEAN - Hàn Quốc
- ASEAN - Hồng Kông (Trung Quốc)
- ASEAN - Nhật Bản
- ASEAN - Trung Quốc
- ASEAN - Úc/New Zealand
- CPTPP (TPP11)
- RCEP (ASEAN+5)
- Việt Nam - Chi Lê
- Việt Nam - EU (EVFTA)
- Việt Nam - Hàn Quốc
- Việt Nam - Liên minh Kinh tế Á - Âu
- Việt Nam - Nhật Bản
- Việt Nam - Vương quốc Anh (UKVFTA)
- Việt Nam - Israel (VIFTA) [5]